# Pernille bor alene
|  | Denne artikel er oprettet af botten Steenthbot ud fra en ekstern database. Den kan derfor have sproglige fejl eller mangler. Denne skabelon kan fjernes efter kontrol af indholdet. |

Pernille bor alene er en dansk dokumentarfilm fra 1984 instrueret af Henrik Svendsen.

## Handling
Filmen handler om en 24-årig udviklingshæmmet pige, der flytter hjemmefra. hvordan vil det gå hende, og hvordan har hun det med at finde sine egne ben?